# Châu Đốc (provincie)

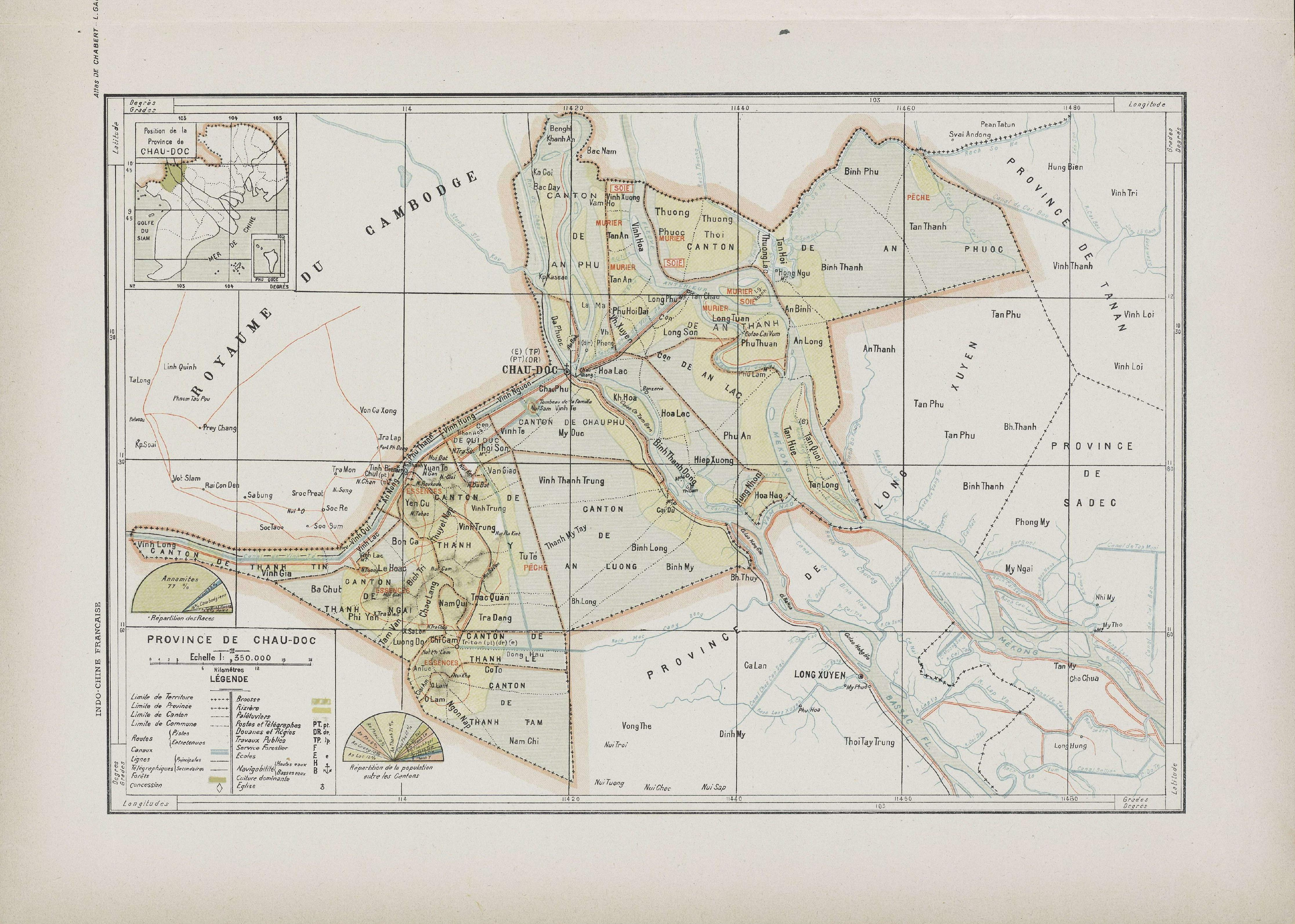
Châu Đốc in 1909

Châu Đốc is een voormalige provincie van de Unie van Indochina in de Mekong-delta. De provincie werd op 1 januari 1900 opgericht, nadat op 20 december 1899 besloot Édouard Picanon, de gouverneur van Cochin-China, dat het zuidoosten weer verdeeld moest worden in provincies, nadat het in 1876 was veranderd in een arrondissement van Frankrijk.
De provincie heeft bestaan tot 1947, toen de provincie werd gesplitst in twee delen, te weten Long Xuyên en Long Châu Tiền.